# Sacramento Kings 2011-2012
La stagione 2011-12 dei Sacramento Kings fu la 63ª nella NBA per la franchigia.
I Sacramento Kings arrivarono quinti nella Pacific Division della Western Conference con un record di 22-44, non qualificandosi per i play-off.

## Roster
| N° | Naz.                       | Ruolo | Sportivo          | Anno | Alt. | Peso |
| -- | -------------------------- | ----- | ----------------- | ---- | ---- | ---- |
| 3  | Stati Uniti (bandiera)     | A     | Tyler Honeycutt   | 1990 | 203  | 85   |
| 5  | Stati Uniti (bandiera)     | G     | John Salmons      | 1979 | 201  | 95   |
| 7  | Stati Uniti (bandiera)     | G     | Jimmer Fredette   | 1989 | 188  | 88   |
| 13 | Stati Uniti (bandiera)     | G     | Tyreke Evans      | 1989 | 198  | 100  |
| 15 | Stati Uniti (bandiera)     | A     | DeMarcus Cousins  | 1990 | 211  | 122  |
| 20 | Stati Uniti (bandiera)     | A     | Donté Greene      | 1988 | 211  | 103  |
| 22 | Stati Uniti (bandiera)     | G     | Isaiah Thomas     | 1989 | 175  | 84   |
| 23 | Stati Uniti (bandiera)     | G     | Marcus Thornton   | 1987 | 193  | 93   |
| 25 | Stati Uniti (bandiera)     | A     | Travis Outlaw     | 1984 | 206  | 95   |
| 31 | Stati Uniti (bandiera)     | A     | J.J. Hickson      | 1988 | 206  | 110  |
| 32 | Rep. Dominicana (bandiera) | GA    | Francisco García  | 1981 | 201  | 88   |
| 33 | Stati Uniti (bandiera)     | C     | Hassan Whiteside  | 1989 | 213  | 107  |
| 34 | Stati Uniti (bandiera)     | A     | Jason Thompson    | 1986 | 211  | 113  |
| 42 | Stati Uniti (bandiera)     | A     | Chuck Hayes       | 1983 | 198  | 109  |
| 55 | Stati Uniti (bandiera)     | A     | Terrence Williams | 1983 | 198  | 100  |

## Staff tecnico
- Allenatori: Paul Westphal (2-5) (fino al 5 gennaio)[1], Keith Smart (20-39)
- Vice-allenatori: Keith Smart (fino al 5 gennaio), Jim Eyen, Bobby Jackson, Alex English (dal 13 gennaio)
- Preparatore fisico: Daniel Shapiro
- Preparatore atletico: Pete Youngman